# Amphicticeps
Amphicticeps és un gènere extint de mamífers carnívors de la família dels amficinodòntids que visqueren a l'Àsia oriental durant l'Oligocè, fa entre 23 i 33,9 milions d'anys. Se n'han trobat restes fòssils a la formació de Hsanda Gol (Mongòlia). Les espècies d'aquest grup tenien el crani ample i més aviat curt, les dents canines de mida moderada i les premolars robustes i un xic reduïdes. La fórmula dental era {\displaystyle {\tfrac {1.1.4.2}{1.1.4.2}}}. En conjunt, el maxil·lar inferior era molt semblant al d'Amphicynodon. El nom genèric Amphicticeps significa ‘cap d'Amphictis’.